# Lunar Society
La Lunar Society était un club de restauration composé d’éminentes personnalités de l’industrie, de philosophes de la nature et d’intellectuels qui se réunissaient régulièrement entre 1765 et 1813 à Birmingham, en Angleterre. D’abord appelé Lunar Circle (cercle lunaire), le club prit le nom définitif de Lunar Society en 1775. Ce nom provient de l’habitude de ses membres de se rencontrer lors de la pleine lune. Comme il n’y avait pas d’éclairage urbain, cet apport de lumière rendait le trajet du retour plus facile et plus sûr. Ses membres se surnommaient gaiement les lunaticks, un jeu de mots pour lunatiques. Ils se réunissaient entre autres chez Erasmus Darwin à Lichfield, à Soho House chez Matthew Boulton, et au Great Barr Hall.
Les membres de la Lunar Society étaient très influents au Royaume-Uni. Nombre d'entre eux avaient fréquenté les universités écossaises.

## Membres importants
Parmi ceux qui assistaient plus ou moins régulièrement aux réunions figuraient :
- le poète, médecin, et botaniste Erasmus Darwin, inventeur de l'ascenseur à caisson du canal à charbon du Somersetshire;
- Samuel Galton;
- le chimiste, géologue, industriel et inventeur James Keir;
- le chimiste et philosophe Joseph Priestley;
- l'industriel de la céramique Josiah Wedgwood;
- l'inventeur de la machine à vapeur James Watt et son associé l'industriel Matthew Boulton;
- John Whitehurst;
- le médecin et botaniste William Withering;
- le médecin et chimiste Joseph Black;
- le chimiste, inventeur et industriel métallurgiste John Roebuck;
- le philosophe et philologue James Burnett, lord Monboddo.

S’y retrouvaient aussi des personnages secondaires mais non moins célèbres, et des correspondants:
- le philosophe et économiste Adam Smith[2]
- l'inventeur textile Sir Richard Arkwright
- John Baskerville, Thomas Beddoes, Thomas Day, Richard Lovell Edgeworth
- les Américains Benjamin Franklin et Thomas Jefferson
- Anna Seward, William Small, John Smeaton
- le fils et associé de Josiah Wedgwood, Thomas Wedgwood
- le sidérurgiste et inventeur de la machine à aléser John Wilkinson
- le peintre spécialiste de la technique du clair-obscur, utilisée pour les thématiques scientifiques Joseph Wright
- l'architecte James Wyatt
- Samuel Wyatt, et le député John Levett.

Le chimiste français Antoine Lavoisier entretint de fréquentes correspondances avec plusieurs membres du groupe. Ce fut aussi le cas de Benjamin Franklin qui leur rendit également visite à Birmingham à plusieurs reprises.

### Le déclin (1789–1813)

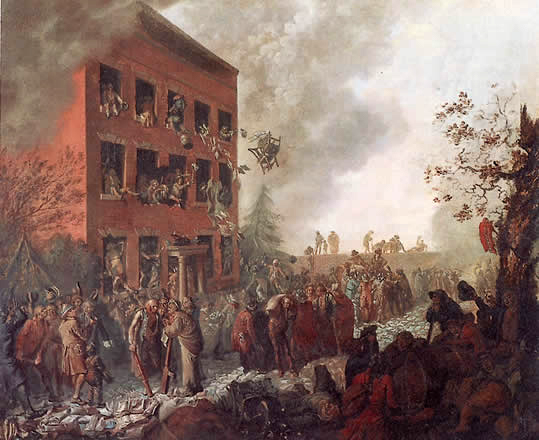
Les émeutes de Birmingham de 1791.

À l'annonce de la Révolution française, les membres de la société commencèrent à se diviser, mais c'est surtout à l’occasion des émeutes de Birmingham, en 1791, que la concorde et l'activité du groupe commencèrent à se dégrader sérieusement. Joseph Priestley dut quitter la ville, et même gagna les États-Unis en 1794 ; la maison de William Withering fut pillée par les émeutiers ; quant à Matthew Boulton et James Watt, ils durent protéger leur usine de Soho de leurs employés les armes à la main. Les réunions de la Lunar Society ne reprirent qu'avec les enfants des premiers membres : Gregory Watt, Matthew Robinson Boulton (en), Thomas Wedgwood, James Watt jr., et peut-être Samuel Tertius Galton (en). On a gardé la preuve de réunions régulières assez avant dans le XIXe siècle : huit au cours de l'année 1800, puis cinq ou six jusqu'en août 1801 et encore au moins un en 1802, et encore en 1809, Leonard Horner décrit « ce qui reste de la Lunar Society » comme un groupe « très intéressant. » Si quelques individus continuaient de publier, la collaboration scientifique qui avait marqué les débuts de l'entreprise s'était totalement perdue.
La société avait définitivement cessé ses activités en 1813 : au mois d'août 1813, Samuel Galton, Jr. a remporté les enchères pour l'achat de la bibliothèque scientifique de la Société.
À mesure que ses membres vieillissaient et mouraient, la Lunar Society devint moins active et ferma ses portes en 1813. La plupart de ses ex-membres étaient décédés en 1820.
Parmi les monuments dédiés à la société et ses membres, on trouve les Moonstones (en) ; deux statues de Watt et une statue de Boulton, Watt et Murdoch, sculptée par William Bloye (en) ; et le musée à Soho House - tous à Birmingham.

## Postérité
Plus récemment, une nouvelle Lunar Society a été créée à Birmingham et a pour but de tenir un rôle majeur dans le développement de la ville et de la région.

### Lectures approfondies
- Robert E. Schofield, « The Lunar Society of Birmingham; A Bicentenary Appraisal », Notes and Records of the Royal Society of London, vol. 21, no 2,‎ 1966, p. 144–161 (ISSN 0035-9149).
- (en) Jennifer Uglow, The lunar men: five friends whose curiosity changed the world, New York, Farrar, Straus, and Giroux, 2002, 588 p. (ISBN 978-0-374-19440-6, OCLC 1072912462).